# Dušan Vlaisavljević
Dušan Vlaisavljević (in serbo Душан Влаисављевић?; febbraio 1961) è un allenatore di calcio ed ex calciatore montenegrino, di ruolo difensore, tecnico del Berane.